# گورستان شمشاد سرا
گورستان شمشاد سرا مربوط به هزاره اول قبل از میلاد است و در شهرستان رودسر، بخش رحیم آباد، دهستان رحیم آباد، روستای راه لنگا واقع شده و این اثر در تاریخ ۲۷ اسفند ۱۳۸۶ با شمارهٔ ثبت ۲۲۵۰۹ به‌عنوان یکی از آثار ملی ایران به ثبت رسیده است.